# Хюсеин паша Кьопрюлю
Кьопрюлю Амджазаде Хаджи Хюсеин паша (на турски: Köprülü Amcazade Hacı Hüseyin Paşa) е капудан паша, велик везир и изявен държавник на Османската империя. Той е „хаджия“ – посетил Мека. Последен изявен представител на фамилията, предопределил с нереализираната политика на реформи съдбата на империята с нейните поданици, за векове.

## Произход
Роден и израсъл в днешна България – Козлуджа, сега Суворово, той е син на Хасан ага Кьопрюлю, племенник на Кьопрюлю Мехмед паша и брат на първия велик везир Кьопрюлю.
Като племенник на основателя на видна фамилия получава името „Амджазаде“, което ще рече племенник на османотурски.

## Военна и политическа кариера

### Бейлербей, каймакам и капудан паша
Хюсеин паша Кьопрюлю участва в похода към Виена (1683) като офицер в османския команден щаб. След екзекуцията на Кара Мустафа паша в Белград е затворен. През 1684 г. е освободен и назначен на бейлербей на град Кардак на полуостров Галиполи, където е базиран османския флот, т.е. поверена му е охраната на Дарданелите и сигурността на Константинопол. От 1691 г. е каймакам на Истанбул, което ще рече градоначалник на османската столица.
От 1694 г. е капудан паша и като такъв успява да отвоюва Хиос от венецианците. От 1696 г. е отново каймакам на Истанбул, след което и каймакам на Белград. Тези му длъжности показват, че се е разчитало на Хюсеин паша да осигури логистиката за новия решителен прелом в голямата турска война.
През 1697 г. пристига в Белград цялата османска армия за решително настъпление в Унгария. Хюсеин паша предлага на султан Мустафа II настъплението да се осъществи в посока към Вараждин, но султанът с неговия щаб преценяват, че настъплението трябва да е към Зента (днес Сента) на река Тиса. Следва османската катастрофа в битката при Зента, която безучастно е наблюдавана от султан Мустафа II от източния бряг на реката.

### Велик везир
След разгромната битка при Зента (на 17 септември 1697 г.), Хюсеин паша е назначен за велик везир на Османската империя. Той предлага незабавно дипломатически изход от така създалата се военна обстановка – прекратяване на войната с мирен договор със Свещената Римска империя, Венецианската република и Жечпосполита, с цената на османски отказ от Унгария и Трансилвания в полза на Австрия; на Далмация и Морея – в полза на Венеция и на Подолието и дяснобрежна Украйна – в полза на Полша. Хюсеин паша държи на мнението си, че отказът от тези територии не е голяма цена за мира, който е повече от необходим на империята, за да може да се възстанови стопански от продължителната голяма турска война със Свещената лига. Мирният договор би способствал на османците, с една нова офанзива в бъдеще, да успеят да си възвърнат загубените територии.
Отделно от това, Хюсеин паша цели отделянето на Руското царство от съюзниците в Свещената лига. За целта лансира и налага за велик драгоман Александрос Маврокордатос, посредничил за мира от Карловиц (1699), и за последвалия сепаративен Константинополски мирен договор (1700). Османската делегация в Карловиц се води от Мехмед Ефенди, който е Реис юл-кюттаб. 

#### Икономическа политика
Великият везир Хюсеин паша прекрасно разбира, че се налагат спешни, всеобхватни и дълбоки реформи на Османската империя, за да може мечът на Осман да играе, както през последните два века, главната роля в Средиземноморието и въобще в Европа, Азия и Африка около Средиземноморието – и през XVIII век. Цялостната политика на великия везир се насочва към реванш, което значи здрава вътрешна политика, подобна на желязната на неговия чичо.
Първа задача за Хюсеин паша във вътрешните работи на империята, е да съживи търговията и еснафското производство, като намали фискалната тежест. Веднага Диванът намалява акцизите на тютюна и кафето, както и на всички стоки от първа необходимост и такива за масова употреба. Отменени са всички извънредни данъци, наложени от голямата турска война. Обявена е всеобща фискална амнистия. Отделно от това Хюсеин паша прекрасно разбира, че селскостопанското производство трябва да се увеличи в пъти и предприема нужните за това икономически мерки, стимулирайки местното производство предимно от българските земи – включително и за експорт към Европа.
Политиката на Хюсеин паша към християнските поданици на султана е повече от доброжелателна – всички християни избягали във Войводина по време на т.нар. голямо сръбско преселение са амнистирани, за да се завърнат по родните места, като са и освободени от всякакъв фиск за една година.

#### Военна реформа
Хюсеин паша е наясно, че без сериозна военна реорганизация, Османската империя не може да мисли да си върне някога загубените територии в голямата турска война. За целта създава първата професионална османска армия, получила името „капъкулу“. Еничарският корпус е сведен от 70 хил. на 34 хил. бойци, а артилерийският корпус – от 6000 на 1250 артилеристи. Реорганизиран е корпусът на спахиите. Негодните воини са пенсионирани с право на пенсия, пресечена е корупцията в армията, като се акцентира на военното обучение и подготовка – по френски образец.
Османският флот е обновен откъм съдове – остарелите галери са заменени със съвременни платноходи, предимно галеони. По идея на Хюсеин паша е създаден първият морски офицерски корпус, предвид на факта, че е заемал длъжността капудан паша.

#### Последствия
Последният велик везир и велик османски държавник от фамилията Кьопрюлю поема към цялостен курс на обновление на османските институции, стопанство и въоръжени сили, предприемайки пълна и всеобхватна административна реформа, за да намали тежката османска бюрокрация от XVII век. Уволнени са много неквалифицирани или нискоквалифицирани кадри, заменени от млади, мотивирани и добре обучени хора.
С цялостния си замисъл за реформиране на империята, Хюсеин паша става главен опонент и дори враг на консервативната улема. В резултат от интригите на последната, последният виден представител на фамилията Кьопрюлю е свален от власт, а мерките за обновление не се превръщат в реформа, а остават палиативни. Шейх юл-ислямът Фейзуллах ефенди се превръща в основен опонент на Хюсеин паша, който е заточен в Силиврия. Напрежението между великият везир и улемата ескалира още със смъртта на капудан пашата Мезоморта Хюсеин паша през 1701 г.
В дългосрочен план, обстоятелството че реформите на Хюсеин паша Кьопрюлю остават на книга, дава цялостно отражение върху Османската империя. Следва поредна загуба в поредната Австро-турска война (1716 – 1718), последвана от Епоха на лалетата, като въпреки Въстанието на Патрона Халил и последвалия Белградски мирен договор, империята остава блед спомен на онази от предходните два века. Османската империя от 1740 г. влиза в нов режим на капитулациите към Кралство Франция, ставайки своеобразен заложник на последната и политиката на французите. Равноправният френско-османски алианс остава в историята. В резултат и от започналото българско възраждане във века на Просвещението, Османската империя от водеща евразийска сила се превръща след Виенския конгрес – в болния човек край Босфора. Палмата на първенството и водеща велика сила е отстъпена на Руската империя, в каквато се превръща северната сила в резултат от реформите на Петър Велики.
В българската история преломното управление на видните представители на фамилията Кьопрюлю е отразено в романа „Време разделно“, макар събитията в художественото произведение да отразяват управлението на Фазъл Ахмед паша, първи братовчед на Хюсеин паша.